# Maksim Skavyš
Maksim Pjatrovič Skavyš (in bielorusso Максім Пятровіч Скавыш?; Minsk, 13 novembre 1989) è un calciatore bielorusso, attaccante del Tarpeda-BelAZ e della nazionale bielorussa.

## Carriera

### Club
Ha esordito nel 2008 in prima squadra.

### Nazionale
Nel 2009 è stato convocato per la prima volta in nazionale under-21 per poi passare in Under-23.

## Palmarès

### Club
- Campionato bielorusso: 7

BATĖ Borisov: 2008, 2009, 2010, 2011, 2012, 2018
Šachcër Salihorsk: 2021
- Coppa di Bielorussia: 3

BATĖ Borisov: 2009-2010, 2019-2020, 2020-2021
- Supercoppa di Bielorussia: 2

BATĖ Borisov: 2010, 2011

### Individuale
- Capocannoniere della Vyšėjšaja Liha: 1

2020 (19 gol)